# José Luís Mena Barreto (II)
José Luís Mena Barreto  (Porto Alegre, 24 de outubro de 1817 - Porto Alegre, 10 de outubro de 1879) foi um militar brasileiro.
É um dos ascendentes duma tradicional família brasileira do Rio Grande do Sul: os Mena Barreto. Filho de José Luís Mena Barreto e de Ana Emília de Sampaio. Lutou na guerra do Paraguai (1864-1870), nas batalha de Itororó (1868), de Tuiuti (1866), tendo sido comandante do segundo corpo de exército, substituindo o general Argolo. Em 1864 era general de divisão do exército brasileiro, servindo no Rio Grande do Sul. 
Casou-se com sua prima Rita de Cássia de Oliveira Mello Mena Barreto, sendo pai de João de Deus Mena Barreto e de quatro meninas. Era cavaleiro da Imperial Ordem de Avis, comendador da Imperial Ordem da Rosa e da medalha do exército no Estado Oriental do Uruguai (fita verde).